# Salacia leptoclada
Salacia leptoclada là một loài thực vật có hoa trong họ Dây gối. Loài này được Tul. miêu tả khoa học đầu tiên năm 1857.